# 永井杏
永井 杏（ながい あんず、1992年9月19日 - ）は、日本の元女優。神奈川県出身。
1996年、4歳の時に東京児童劇団に入団。2003年、『ニコニコ日記』にて「育児放棄された女優の隠し子」という難役を演じ、出世作となる。その後は『女王の教室』で主要生徒役、『功名が辻』では、主人公の幼少期役を演じた。
2004年、トップコートに事務所を移籍。2011年3月いっぱいで芸能活動を一時休止（公式ブログより）。その後、フラッシュアップに移籍、2013年1月、公式ブログにて芸能活動を終えると発言。

## 人物
- 『女王の教室THE BOOK』によると「素顔はPOPな少女」[1]。
- 趣味はイラスト。『ニコニコ日記』の絵日記は永井本人が描いている。
- 特技は水泳と歌[2]。
- 2011年2月18日堀越高等学校卒業。同級生には 河北麻友子、 成海璃子、三浦萌、西脇彩華などがいる。

## 後任
永井の引退後、持ち役を引き継いだ人物は以下の通り。
| 後任   | 役名                   | 作品          | 後任の初出演 |
| ------ | ---------------------- | ------------- | ------------ |
| 山根綺 | ニコ・ロビン（幼少期） | 『ONE PIECE』 | 第1042話     |

## 出演

### テレビドラマ
- 金曜エンタテインメント「児童虐待調査官・百瀬なつきの事件ファイル」（フジテレビ系、2000年）
- 仮面ライダークウガ（テレビ朝日系、2000年）
- 未来戦隊タイムレンジャー（テレビ朝日系、2000年）エミリ役
- フレーフレー人生!（日本テレビ系、2001年）
- 月曜ドラマシリーズ（NHK総合）
  - 「少年たち2」（2001年）瞳
  - 「ハチロー〜母の詩、父の詩〜」（2005年）主人公サトウハチロー長女・ユリヤ少女時代役役
- オヤジ探偵（テレビ朝日系、2001年）
- 土曜ワイド劇場 「相棒」（テレビ朝日系） - 渡辺ちえ役
  - 「preseason 3」（2001年）
  - 特別企画「相棒3〜いま明かされる7年目の真実!」（2008年）
- 愛の劇場「大好き!五つ子4」（TBS系、2002年）綾乃役
- NHK大河ドラマ（NHK総合）
  - 「武蔵 MUSASHI」（2003年）禿役
  - 「功名が辻」（NHK総合、2006年）主人公千代の少女時代役
- NHK夜の連続ドラマ「ニコニコ日記」（NHK総合、2003年）紫野美冬の隠し子・小箱仁子役
準主役としての出演であり、女優／子役としての永井杏の名が広まる。
- ほんとにあった怖い話「お願い、ムク」（フジテレビ系、2004年）田中舞役
- 月曜ミステリー劇場「ひまわりさん」（TBS系、2004年）小山田イト孫・さえり役
- 木曜ドラマ「電池が切れるまで」（テレビ朝日系、2004年）院内学級の生徒・牧原美羽役
- 土曜ドラマ（日本テレビ系）
  - 「ナースマンがゆく」（2004年）進藤美恵娘・彩役
  - 「瑠璃の島」（2005年）米盛照明の娘・いずみ役
    - 「瑠璃の島SPECIAL 2007」（2007年）

  - 「女王の教室」（2005年）6年3組の生徒・馬場久子役

鬼教師・阿久津真矢に対抗するメイン子役4人の一人として注目された。
- 木曜ミステリー「その男、副署長〜京都河原町署事件ファイル〜」（テレビ朝日系、2007年 - 2008年）池永清美の娘・はるか役
- テレサ・テン物語〜私の家は山の向こう（テレビ朝日系、2007年）テレサ・テン少女時代役
- 「恋して悪魔〜ヴァンパイア☆ボーイ〜」（関西テレビ・フジテレビ系、2009年）大久保千佳役
- 「ギネ 産婦人科の女たち」（日本テレビ系、2009年）三井さやか役

### 映画
- 破線のマリス（2000年、アスミックエース）
- 親分はイエス様（2001年、グルーヴコーポレーション）木原ハンナ 役
- ゴジラ×メカゴジラ（2002年、東宝）沙羅の友達 役
- 半落ち（2004年、東映）植村真実 役
- ノーパンツ・ガールズ（2005年、オメガプロジェクト）主演・あいり役
- カーテンコール（2005年、東映）安井美里（少女時代） 役

### テレビアニメ
- 週刊ストーリーランド（2000年、日本テレビ系）美紀役
- きっかけはラフくん（2002年、フジテレビ系）ウメ役
- 魔探偵ロキRAGNAROK（2003年、テレビ東京系）人形役
- ONE PIECE（2006年、フジテレビ系）ニコ・ロビン（幼少期） 役

### 劇場アニメ
- ギブリーズ episode2（2002年）
- ONE PIECE THE MOVIE オマツリ男爵と秘密の島（2005年）デイジー 役

### 吹き替え
- 私のペットはウシのパール（2004年、NHK教育海外ドラマ）主人公カイサ役

### ラジオドラマ
- ハッピーバースデー（2007年、NHK-FM青春アドベンチャー）あすか役
- よしこちゃんの涙の音（2008年、NHK-FMFMシアター）クルミ役

### バラエティ
- おはスタ（2000年、テレビ東京系）「ファッションチェック」
- 踊る!さんま御殿!!（2004年、日本テレビ系）当時11歳にして「踊る！ヒット賞！！」受賞

### CM
（主なもの）
- キンカン
- 家庭教師のトライ
- 東京電力
- スタジオジブリ「ジブリがいっぱいコレクション」
- ミツカン「味ぽん・ゆずぽん」
- カルピス「Welch's」
- アイク
- バンダイ「おジャ魔女どれみ〜リースポロン編（志田未来と共演）」
- バンダイ「おジャ魔女どれみ〜パトレーヌコール編」
- バンダイ「おジャ魔女どれみ〜おしゃべりペンダントドレス編」
- バンダイ「おジャ魔女どれみ〜ロイヤルパトレーヌパソコン編」
- 伊藤忠商事「コメットさん☆キッズウェア」
- 公文教育研究会「公文式〜ファックス編」
- 丸美屋「家族のお茶漬け〜少年剣士編（木村佳乃と共演）」

### 雑誌
（主なもの）
- ピュアピュアVol5、16、21、33
- NHKウイークリーステラ2003年8月、2006年4月
- 週刊文春2004年9月
- B.L.T.2006年1月、3月